# غنخك رئيسي (كاكي)
غنخك رئيسي (بالفارسية: گنخک رئیسی) هي قرية تقع في إيران في قسم كاكي الريفي. يقدر عدد سكانها بـ 54 نسمة بحسب إحصاء 2016.